# 스싼링징취역

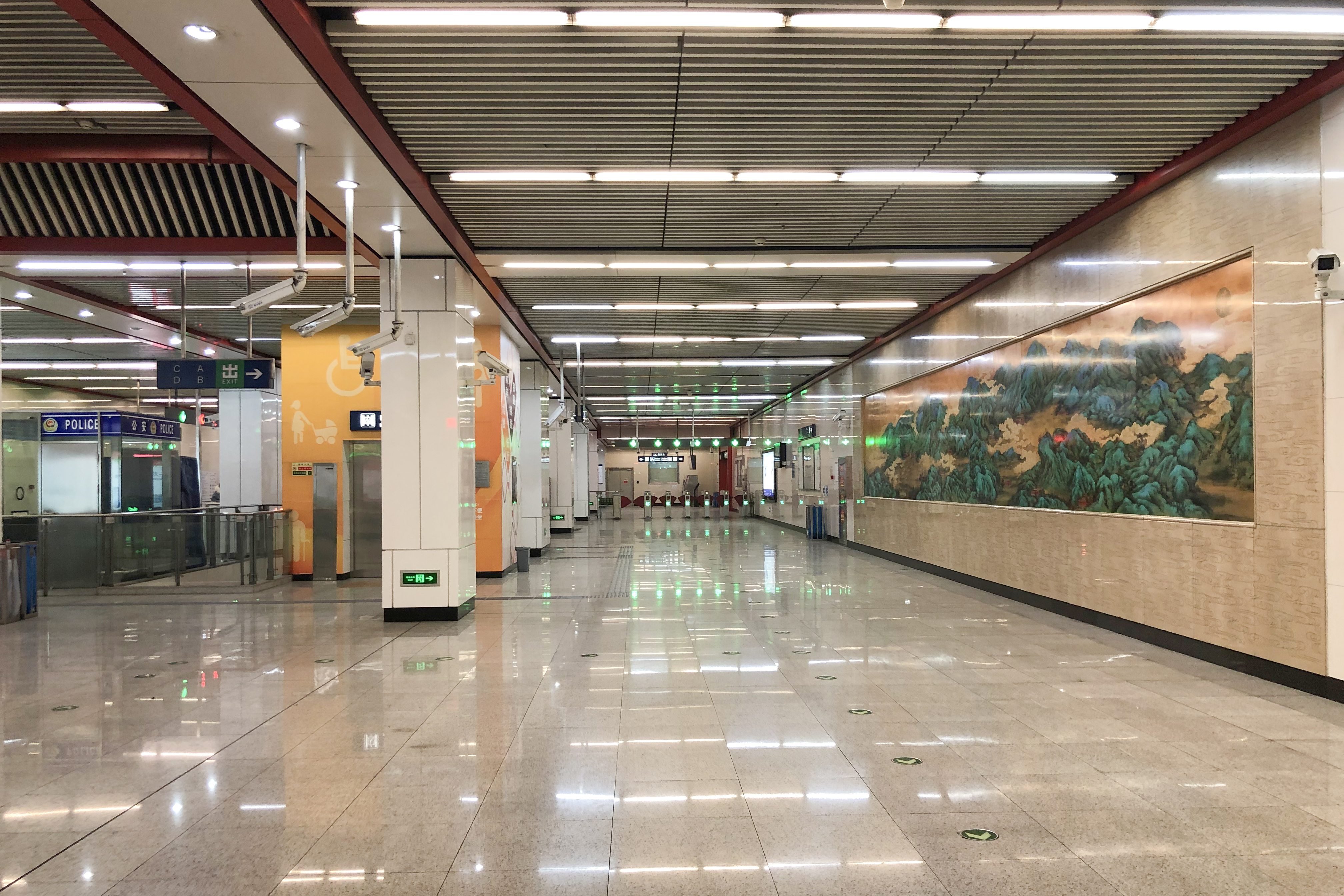
스싼링징취역 대합실 (2021년 3월 촬영)

스싼링징취역(중국어: 十三陵景区站)은 중화인민공화국 베이징시 창핑구 스싼링진 젠터우 마을에 위치한 창핑선의 지하철역이다. 본 역은 2015년 12월 26일 창핑선 2단계 개통과 함께 운영 개시하였다.

## 개요
본 역은 베이징시 창핑구 스싼링진, 시관 로터리 북부, 명십삼릉 남쪽에 위치하며, 남동 - 북서 방향으로 배열되어 있다. 본 역은 명십삼릉 구역 내에 위치하지 않지만 명십삼릉에서 약 4km 떨어져 있다. 관광객들이 이 역에서 명릉으로 가려면 다른 교통 수단으로 환승해야 한다. 도로 상황으로 인해 2024년 현재 역에서는 명십삼릉으로 가는 셔틀 버스가 운행되지 않고 있다. 경구로 가는 대부분의 승객은 창핑시로 돌아와 다른 지상 버스로 환승하여 이동한다.

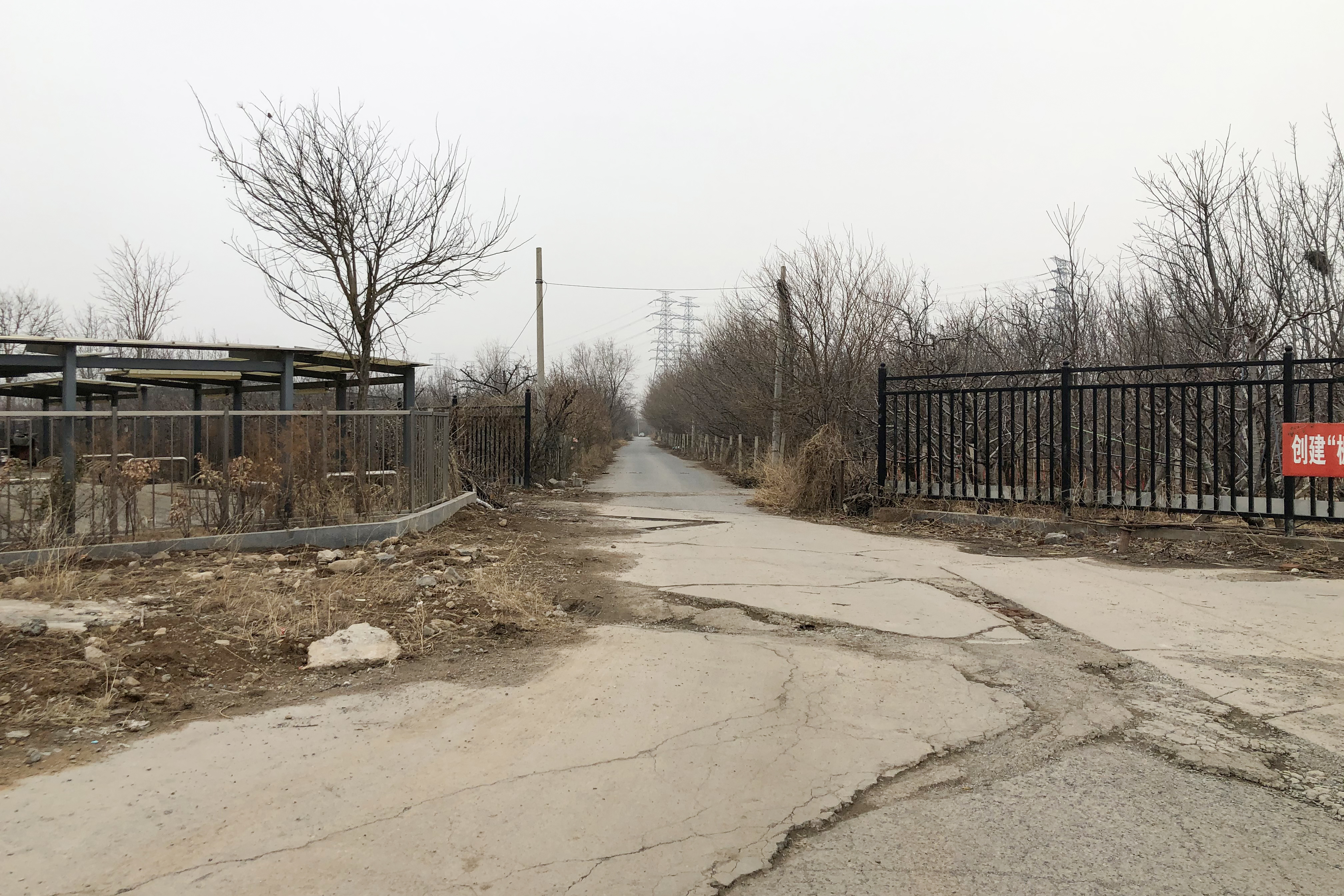
역 남측의 연외 도로
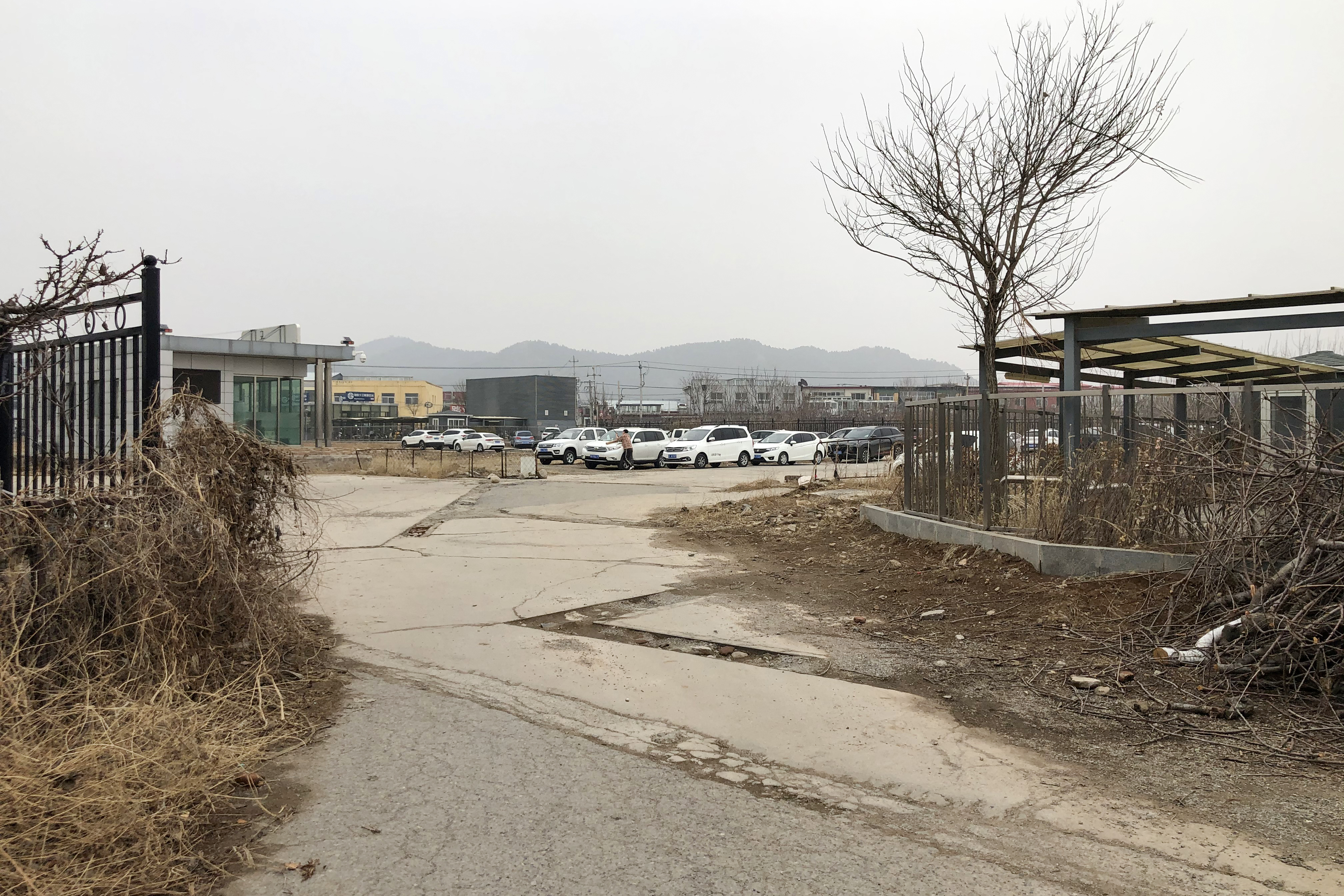
남측 도로에서 본 역 광장
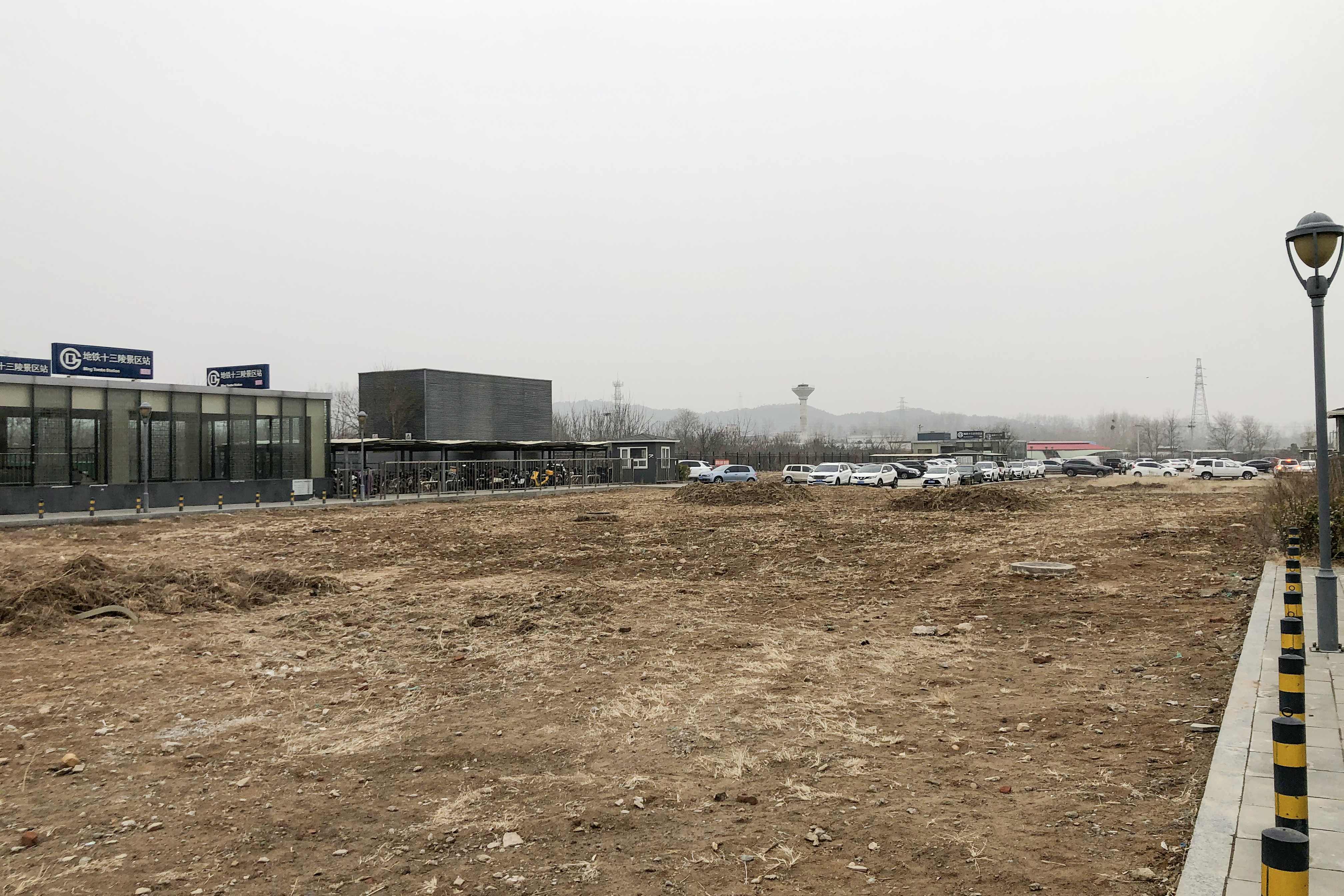
역 광장

## 역 구조
본 역은 지하 2층 규모의 지하역으로, 지하 1층은 대합실 층이고 지하 2층은 승강장 층이다. 중앙에 대합실로 이어지는 2세트의 에스컬레이터가 있는 섬식 승강장의 구조로 설계되었다.

### 층별 구조
| 지면     |                                 | 출입구                                 |
| 지하 1층 | ■ 창핑선 대합실                 | 고객센터, 자동 발매기, 출입 게이트     |
| 지하 2층 | ←                               | ■ 창핑선 창핑시산커우 방면 (시·종착역) |
| 지하 2층 | 섬식 승강장, 왼쪽 출입문이 열림 |                                        |
| 지하 2층 | →                               | ■ 창핑선 지먼차오 방면 (창핑)          |

## 출입구
본 역에는 4개의 출입구가 있다. 엘리베이터는 C출입구에 있다.
|                         |      |           |      |             |
| 출구                    | 지시 | 출구 인근 | 사진 | 무장애 시설 |
| 出口 · A                |      |           |      | 빈칸        |
| 出口 · B                |      |           |      | 빈칸        |
| 出口 · C                |      |           |      |             |
| 出口 · D                |      |           |      | 빈칸        |
| 아이콘 설명: 엘리베이터 |      |           |      |             |

## 역 주변
- 명십삼릉 경구(明十三陵景区)
- 베이징 연합대학 창핑 캠퍼스(北京联合大学昌平校区)